# 留尼汪省委员会
留尼汪省委员会（法語：Conseil départemental de La Réunion）是法国海外领地留尼汪的省一级立法机关。留尼汪议会实行一院制，现任省委员会主席是纳西马·丁达尔。

## 留尼汪省委员会主席

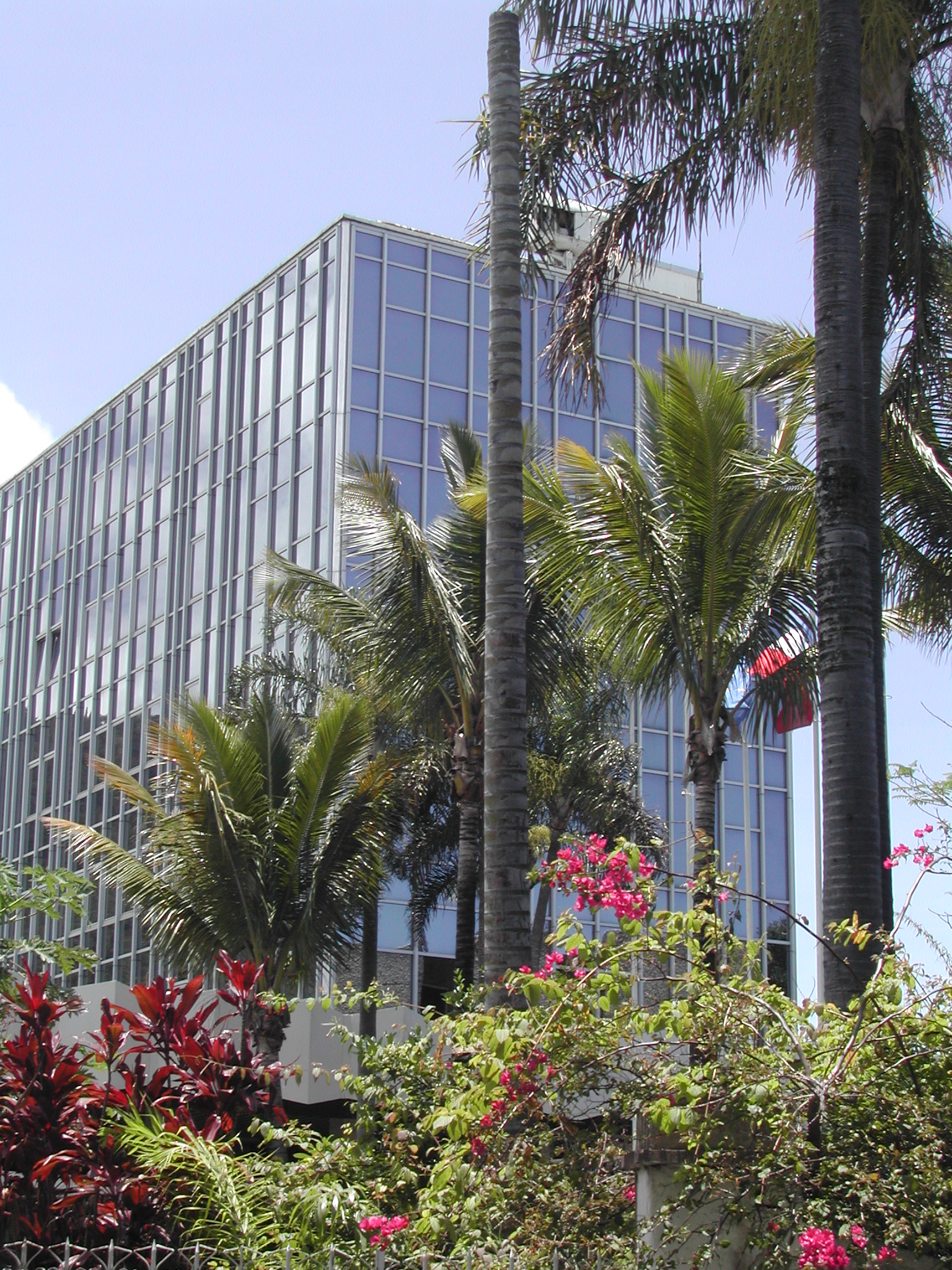
留尼汪省委员会大楼

- ? - ? : 让-巴普蒂斯特·吉尔伯特·德斯·莫利埃（Jean-Baptiste Gibert des Molières）
- 1856年 :  查尔斯·德斯巴塞纳斯（Charles Desbassayns）
- 1873年 : 让·米勒-富恩特拉比亚（Jean Milhet-Fontarabie）
- 1873年 : 路易·维克多（Louis Victor Louvart de Pontlevoye）
- 1884年 : 西奥多·德鲁埃（Théodore Drouhet）
- 1877年 - 1887年 : 卡米尔·雅各布·德·科尔德穆瓦（Camille Jacob de Cordemoy）
- 1902年 : 朱勒·赫尔曼勒（Jules Hermann）
- 1920年 - 1943年 : 阿德里安·拉古尔格（Adrien Lagourgue）
- 1936年 : 利奥波德·马丁（Léopold Martin）
- 1945年 : 保罗·皮科（Paul Picaud）
- 1946年 : 里昂·德·勒佩旺什（Léon de Lépervanche）
- 1946年 - 1949年 : 罗杰·维多特（Roger Vidot）
- 1949年 - 1966年 : 罗杰·佩埃特（Roger Payet）
- 1966年 - 1967年 : 马塞尔·塞尔诺（Marcel Cerneau）
- 1967年 - 1982年 : 皮埃尔·拉古尔格（Pierre Lagourgue）
- 1982年 - 1988年 : 奥古斯特·勒格罗（Auguste Legros）
- 1988年 - 1994年 : 埃里克·博耶（Éric Boyer）
- 1994年 - 1998年 : 克里斯多夫·佩埃特（Christophe Payet）
- 1998年 - 2004年 : 让-吕克·普德鲁（Jean-Luc Poudroux）
- 2004年 : 纳西马·丁达尔（Nassimah Dindar）